# Danh sách phiên vương nhà Tấn
Dưới đây là danh sách các phiên vương thời nhà Tấn trong lịch sử Trung Quốc.
Trong trường hợp một chư hầu quốc bị trừ bỏ vì các lý do như mưu phản, phạm tội, hay không có người thừa kế, bảng liệt kê sẽ chấm dứt. Nếu sau đó có một chư hầu quốc khác được phong có cùng tên thì được ghi trong bảng mới. Một số vị phiên vương không rõ thứ tự.

## Phiên vương thuộc họ xa tông thất

### Nước An Bình
| Thứ tự | Thuỵ hiệu            | Tên thật       | Số năm tại vị | Thời gian tại vị | Ghi chú                                |
| ------ | -------------------- | -------------- | ------------- | ---------------- | -------------------------------------- |
| 01     | An Bình Hiến vương   | Tư Mã Phu      | 8             | 265 - 273        | Con thứ ba của Tư Mã Phòng, em Tư Mã Ý |
| *      | An Bình Trinh thế tử | Tư Mã Ung      |               |                  | Con trưởng của Tư Mã Phu               |
| *      | An Bình thế tôn      | Tư Mã Sùng     |               |                  | Con trưởng của Tư Mã Ung               |
| 02     | An Bình Mục vương    | Tư Mã Long     | 4             | 273 - 276        | Con thứ của Tư Mã Ung                  |
| 03     | An Bình vương        | Tư Mã Đôn      | 5             | 277 - 281        | Con thứ của Tư Mã Ung, em Tư Mã Long   |
| *      | Nhiều đời không rõ   |                |               |                  |                                        |
|        | An Bình vương        | Tư Mã Thúy Chi |               | ? - 383          | Không rõ                               |
|        | An Bình vương        | Tư Mã Cầu      | 30            | 384 - 413        |                                        |
| *      | Các đời sau không rõ |                |               |                  |                                        |

### Nước Nam Cung
| Thứ tự | Thuỵ hiệu      | Tên thật   | Số năm tại vị | Thời gian tại vị | Ghi chú                           |
| ------ | -------------- | ---------- | ------------- | ---------------- | --------------------------------- |
| 01     | Nam Cung vương | Tư Mã Thừa | 20            | 270 - 289        | Con Tư Mã Ung, sau dời sang Vũ Ấp |

### Nước Vũ Ấp
| Thứ tự | Thuỵ hiệu   | Tên thật   | Số năm tại vị | Thời gian tại vị | Ghi chú        |
| ------ | ----------- | ---------- | ------------- | ---------------- | -------------- |
| 01     | Vũ Ấp vương | Tư Mã Thừa |               | 289 - ?          | Con Tư Mã Ung  |
| 02     | Vũ Ấp vương | Tư Mã Hựu  |               | ? - ?            | Con Tư Mã Thừa |

### Nước Trường Lạc
| Thứ tự | Thuỵ hiệu        | Tên thật   | Số năm tại vị | Thời gian tại vị | Ghi chú        |
| ------ | ---------------- | ---------- | ------------- | ---------------- | -------------- |
| 01     | Trường Lạc vương | Tư Mã Điếm |               | 284 - ?          | Con Tư Mã Thừa |

### Nước Nghĩa Dương
| Thứ tự | Thuỵ hiệu               | Tên thật   | Số năm tại vị | Thời gian tại vị | Ghi chú                         |
| ------ | ----------------------- | ---------- | ------------- | ---------------- | ------------------------------- |
| 01     | Nghĩa Dương Thành vương | Tư Mã Vọng | 7             | 265 - 271        | Con thứ hai của Tư Mã Phu       |
| 02     | Nghĩa Dương vương       | Tư Mã Kì   | 17            | 272 - 288        | Cháu nội Tư Mã Vọng             |
| 03     | Nghĩa Dương vương       | Tư Mã Uy   | 14            | 288 - 301        | Con trưởng của Tư Mã Hồng       |
| 04     | Nghĩa Dương vương       | Tư Mã Kì   | 1             | 301              | phục vị, sau dời sang Cức Dương |

### Nước Cức Dương
| Thứ tự | Thuỵ hiệu       | Tên thật | Số năm tại vị | Thời gian tại vị | Ghi chú             |
| ------ | --------------- | -------- | ------------- | ---------------- | ------------------- |
| 0 1    | Cức Dương vương | Tư Mã Kì |               | 30 1 - ?         | Cháu nội Tư Mã Vọng |

### Nước Hà Gian
| Thứ tự | Thuỵ hiệu          | Tên thật        | Số năm tại vị | Thời gian tại vị | Ghi chú                                          |
| ------ | ------------------ | --------------- | ------------- | ---------------- | ------------------------------------------------ |
| 01     | Hà Gian Bình vương | Tư Mã Hồng      | 12            | 265 - 276        | Con thứ hai của Tư Mã Vọng                       |
| 02     | Hà Gian vương      | Tư Mã Uy        | 1             | 277              | Con trưởng Tư Mã Hồng, sau dời sang Chương Vũ    |
| 03     | Hà Gian vương      | Tư Mã Ngung     | 30            | 277 - 306        | Con Tư Mã Khôi, tham gia loạn bát vương, bị giết |
| 04     | Hà Gian Vũ vương   | Tư Mã Khâm      | 36            | 330 - 365        | Con cháu Tư Mã Ngung                             |
| 05     | Hà Gian Cảnh vương | Tư Mã Đàm       | 19            | 366 - 384        | Con Tư Mã Khâm                                   |
| 06     | Hà Gian vương      | Tư Mã Quốc Trấn | 15            | 384 - 399        |                                                  |
| *      | Đời sau không rõ   |                 |               |                  |                                                  |

### Nước Nhạc Thành
| Thứ tự | Thuỵ hiệu        | Tên thật   | Số năm tại vị | Thời gian tại vị | Ghi chú        |
| ------ | ---------------- | ---------- | ------------- | ---------------- | -------------- |
| 01     | Nhạc Thành vương | Tư Mã Dung |               | 306 - ?          | Con Tư Mã Thực |

### Nước Chương Vũ
| Thứ tự | Thuỵ hiệu                      | Tên thật       | Số năm tại vị | Thời gian tại vị | Ghi chú                    |
| ------ | ------------------------------ | -------------- | ------------- | ---------------- | -------------------------- |
| 01     | Chương Vũ vương                | Tư Mã Uy       | 12            | 277 - 288        | Con trưởng của Tư Mã Hồng  |
| 02     | Chương Vũ vương                | Tư Mã Hỗn      | 24            | 288 - 311        | Con thứ hai của Tư Mã Hồng |
| *      | Nước bị trừ, sau khôi phục lại |                |               |                  |                            |
| 03     | Chương Vũ vương                | Tư Mã Thao     |               | 319 - ?          | Con Tư Mã Hỗn              |
| 04     | Chương Vũ vương                | Tư Mã Hưu      |               | ? - 328 TCN      | Con Tư Mã Thao             |
| 05     | Chương Vũ vương                | Tư Mã Trân     | 32            | 331 - 362        | Con thứ của Tư Mã Thao     |
| 06     | Chương Vũ vương                | Tư Mã Phạm Chi | 16            | 376 - 391        | Con Tư Mã Khâm             |
| 07     | Chương Vũ vương                | Tư Mã Tú       | 14            | 392 - 405        | Con Phạm Chi               |

### Nước Tùy
| Thứ tự | Thuỵ hiệu     | Tên thật    | Số năm tại vị | Thời gian tại vị | Ghi chú                  |
| ------ | ------------- | ----------- | ------------- | ---------------- | ------------------------ |
| 01     | Tùy Mục vương | Tư Mã Chỉnh |               |                  | truy phong               |
| 02     | Tùy vương     | Tư Mã Mại   | 17            | 272 - 288        | Sau thăng làm quận vương |

| Thứ tự | Thuỵ hiệu | Tên thật  | Số năm tại vị | Thời gian tại vị | Ghi chú  |
| ------ | --------- | --------- | ------------- | ---------------- | -------- |
| 01     | Tùy vương | Tư Mã Mại | 24            | 288 - 311        | tuyệt tự |

### Nước Đông Bình
| Thứ tự | Thuỵ hiệu       | Tên thật  | Số năm tại vị | Thời gian tại vị | Ghi chú                                      |
| ------ | --------------- | --------- | ------------- | ---------------- | -------------------------------------------- |
| 01     | Đông Bình vương | Tư Mã Mậu | 43            | 265 - 307        | con trai Tư Mã Chỉnh. sau dời sang Cánh Lăng |

### Nước Cánh Lăng
| Thứ tự | Thuỵ hiệu       | Tên thật  | Số năm tại vị | Thời gian tại vị | Ghi chú                   |
| ------ | --------------- | --------- | ------------- | ---------------- | ------------------------- |
| 01     | Cánh Lăng vương | Tư Mã Mậu | 5             | 307 - 311        | con Tư Mã Chỉnh, tuyệt tự |

### Nước Bột Hải
| Thứ tự | Thuỵ hiệu     | Tên thật  | Số năm tại vị | Thời gian tại vị | Ghi chú                                            |
| ------ | ------------- | --------- | ------------- | ---------------- | -------------------------------------------------- |
| 01     | Bột Hải vương | Tư Mã Phụ | 13            | 265 - 277        | con thứ ba của Tư Mã Phu, sau dời sang Thái Nguyên |

### Nước Thái Nguyên
| Thứ tự | Thuỵ hiệu               | Tên thật    | Số năm tại vị | Thời gian tại vị   | Ghi chú                                |
| ------ | ----------------------- | ----------- | ------------- | ------------------ | -------------------------------------- |
| 01     | Thái Nguyên Liệt vương  | Tư Mã Khôi  | 10            | 265 - 274          | con thứ sáu của Tư Mã Phu              |
| 02     | Thái Nguyên vương       | Tư Mã Ngung | 2             | 276 - 277          | Con Tư Mã Khôi, sau dời sang Hà Gian   |
| 03     | Thái Nguyên Thành vương | Tư Mã Phụ   | 8             | 277 - 284          | con thứ ba của Tư Mã Phu               |
| 04     | Thái Nguyên vương       | Tư Mã Hoằng | 7             | 285 - 291 hoặc 292 | con Tư Mã Phụ, sau dời sang Trung Khâu |

### Nước Trung Khâu
| Thứ tự | Thuỵ hiệu        | Tên thật    | Số năm tại vị | Thời gian tại vị  | Ghi chú                   |
| ------ | ---------------- | ----------- | ------------- | ----------------- | ------------------------- |
| 01     | Trung Khâu vương | Tư Mã Hoằng | 2/3           | 291 hay 292 - 293 | con Tư Mã Phụ             |
| 02     | Trung Khâu vương | Tư Mã Thước | 18            | 294 - 311         | con Tư Mã Hoằng, tuyệt tự |

### Nước Hạ Bi
| Thứ tự | Thuỵ hiệu        | Tên thật    | Số năm tại vị | Thời gian tại vị | Ghi chú                   |
| ------ | ---------------- | ----------- | ------------- | ---------------- | ------------------------- |
| 01     | Hạ Bi Hiến vương | Tư Mã Hoàng | 32            | 265 - 298        | con thứ năm của Tư Mã Phu |
| 02     | Hạ Bi vương      | Tư Mã Vĩ    | 5             | 297 - 301        | con thứ ba của Tư Mã Phụ  |
| 03     | Hạ Bi vương      | Tư Mã Thiều | 10            | 302 - 311        | con Tư Mã Vĩ              |

### Nước Lương Thành
| Thứ tự | Thuỵ hiệu         | Tên thật   | Số năm tại vị | Thời gian tại vị | Ghi chú                               |
| ------ | ----------------- | ---------- | ------------- | ---------------- | ------------------------------------- |
| 01     | Lương Thành vương | Tư Mã Xước |               | ? - 311          | con thứ hai của Tư Mã Hoàng, tuyệt tự |

### Nước Cao Dương
| Thứ tự | Thuỵ hiệu              | Tên thật        | Số năm tại vị | Thời gian tại vị | Ghi chú                         |
| ------ | ---------------------- | --------------- | ------------- | ---------------- | ------------------------------- |
| 01     | Cao Dương Nguyên vương | Tư Mã Khuê      | 10            | 265 - 274        | Con thứ 7 của Tư Mã Phu         |
| 02     | Cao Dương Ai vương     | Tư Mã Tập       | 5             | 274 - 278        | Con Tư Mã Phụ                   |
| 03     | Cao Dương vương        | Tư Mã Mục       | 12            | 280 - 291        | Con của Tư Mã Tiến              |
| 04     | Cao Dương vương        | Tư Mã Nghị      | 20            | 292 - 311        | Cháu nội Tư Mã Mục, nước bị trừ |
| 05     | Cao Dương vương        | Tư Mã Văn       | 5             | 397 - 401        | Con của Tư Mã Khôi              |
| 06     | Cao Dương vương        | Tư Mã Pháp Liên | 15            | 406 - 420        | con của Tư Mã Thuần             |

### Nước Trung Sơn
| Thứ tự | Thuỵ hiệu       | Tên thật  | Số năm tại vị | Thời gian tại vị | Ghi chú                                             |
| ------ | --------------- | --------- | ------------- | ---------------- | --------------------------------------------------- |
| 01     | Trung Sơn vương | Tư Mã Mục | 13            | 265 - 277        | con Tư Mã Tiến, sau bị giáng làm Đan Thủy huyện hầu |
| 02     | Trung Sơn vương | Tư Mã Đam | 1             | 277              | con Tư Mã Toại                                      |
| 03     | Trung Sơn vương | Tư Mã Tập | 15            | 277 - 291        | em Tư Mã Đam, tuyệt tự                              |

### Nước Thường Sơn
| Thứ tự | Thuỵ hiệu             | Tên thật   | Số năm tại vị | Thời gian tại vị | Ghi chú                  |
| ------ | --------------------- | ---------- | ------------- | ---------------- | ------------------------ |
| 01     | Thường Sơn Hiếu vương | Tư Mã Hành | 2             | 265 - 266        | con thứ 8 của Tư Mã Phu  |
| 02     | Thường Sơn vương      | Tư Mã Đôn  | 28            | 274 - 311        | con thứ tư của Tư Mã Ung |

### Nước Phái
| Thứ tự | Thuỵ hiệu        | Tên thật   | Số năm tại vị | Thời gian tại vị | Ghi chú                 |
| ------ | ---------------- | ---------- | ------------- | ---------------- | ----------------------- |
| 01     | Phái Thuận vương | Tư Mã Cảnh | 11            | 265 - 275        | con thứ 8 của Tư Mã Phu |
| 02     | Phái vương       | Tư Mã Đôn  | 36            | 276 - 311        | con của Tư Mã Cảnh      |

### Nước Bành Thành
| Thứ tự | Thuỵ hiệu               | Tên thật       | Số năm tại vị | Thời gian tại vị | Ghi chú                    |
| ------ | ----------------------- | -------------- | ------------- | ---------------- | -------------------------- |
| 01     | Bành Thành Mục vương    | Tư Mã Quyền    | 11            | 265 - 275        | con Tư Mã Quỳ              |
| 02     | Bành Thành Nguyên vương | Tư Mã Thực     | 25            | 276 - 300        | con Tư Mã Quyền            |
| 03     | Bành Thành Khang vương  | Tư Mã Thích    | 9             | 301 - 309        | con Tư Mã Thực             |
| 04     | Bành Thành vương        | Tư Mã Hùng     | 20            | 310 - 329        | con Tư Mã Thích            |
| 05     | Bành Thành vương        | Tư Mã Hoành    | 14            | 329 - 342        | con Tư Mã Thích            |
| 06     | Bành Thành vương        | Tư Mã Huyền    | 25            | 343 - 367        | con trưởng của Tư Mã Hoành |
| 07     | Bành Thành vương        | Tư Mã Hoằng    | 22            | 368 - 389        | con Tư Mã Huyền            |
| 08     | Bành Thành vương        | Tư Mã Thiệu    |               | 390 - ?          | con Tư Mã Hoằng            |
| 09     | Bành Thành vương        | Tư Mã Sùng Chi |               |                  | con Tư Mã Thiệu            |
| 10     | Bành Thành vương        | Tư Mã Tập      |               | ? - 420          | con Tư Mã Sùng             |

### Nước Lũng Tây
| Thứ tự | Thuỵ hiệu      | Tên thật   | Số năm tại vị | Thời gian tại vị | Ghi chú                             |
| ------ | -------------- | ---------- | ------------- | ---------------- | ----------------------------------- |
| 01     | Lũng Tây vương | Tư Mã Thái | 27            | 265 - 291        | con Tư Mã Quỳ, sau dời sang Cao Mật |

### Nước Cao Mật
| Thứ tự | Thuỵ hiệu              | Tên thật    | Số năm tại vị | Thời gian tại vị | Ghi chú                       |
| ------ | ---------------------- | ----------- | ------------- | ---------------- | ----------------------------- |
| 01     | Cao Mật Văn Hiến vương | Tư Mã Thái  | 9             | 291 - 299        | con Tư Mã Quỳ                 |
| 02     | Cao Mật Hiếu vương     | Tư Mã Lược  | 10            | 300 - 309        | con Tư Mã Thái                |
| 03     | Cao Mật vương          | Tư Mã Cứ    |               | 309 - ?          | con [[Tư Mã LượcVăn bản lớn]] |
| 04     | Cao Mật vương          | Tư Mã Hoành |               | ? - 329          | sau dời sang Bành Thành       |
| 05     | Cao Mật Cung vương     | Tư Mã Tuấn  | 42            | 330 - 371        | con Tư Mã Hoành               |
| 06     | Cao Mật Kính vương     | Tư Mã Thuần | 41            | 372 - 412        | con trưởng của Tư Mã Tuấn     |
| 07     | Cao Mật vương          | Tư Mã Khôi  | 8             | 413 - 420        | con Tư Mã Thuần               |

### Nước Đông Yên
| Thứ tự | Thuỵ hiệu      | Tên thật   | Số năm tại vị | Thời gian tại vị | Ghi chú                               |
| ------ | -------------- | ---------- | ------------- | ---------------- | ------------------------------------- |
| 01     | Đông Yên vương | Tư Mã Đằng | 2             | 306 - 307        | con Tư Mã Thái, sau dời sang Tân Thái |

### Nước Tân Thái
| Thứ tự | Thuỵ hiệu            | Tên thật    | Số năm tại vị | Thời gian tại vị | Ghi chú                    |
| ------ | -------------------- | ----------- | ------------- | ---------------- | -------------------------- |
| 01     | Tân Thái Vũ Ai vương | Tư Mã Đằng  | 1             | 307              | Con thứ hai của Tư Mã Thái |
| 02     | Tân Thái Trang vương | Tư Mã Xác   | 4             | 308 - 311        | con thứ tư của Tư Mã Đằng  |
| 03     | Tân Thái vương       | Tư Mã Đào   |               |                  | Con của Tư Mã Hỗn          |
| 04     | Tân Thái vương       | Tư Mã Bật   | 2             | 317 - 318        | Con của Tư Mã Hựu          |
| 05     | Tân Thái vương       | Tư Mã Mạc   | 34            | 333 - 366        | em của Tư Mã Bật           |
| 06     | Tân Thái vương       | Tư Mã Hoàng | 5             | 367 - 371        | con Tư Mã Mạc              |
| 07     | Tân Thái vương       | Tư Mã Sùng  | 19            | 384 - 402        | em Tư Mã Hoàng             |
| 08     | Tân Thái vương       | Tư Mã Huệ   | 18            | 403 - 430        | Con Tư Mã Sùng             |

### Nước Nam Dương
| Thứ tự | Thuỵ hiệu              | Tên thật  | Số năm tại vị | Thời gian tại vị | Ghi chú                                   |
| ------ | ---------------------- | --------- | ------------- | ---------------- | ----------------------------------------- |
| 01     | Nam Dương vương        | Tư Mã Mô  | 6             | 306 - 311        | con thứ tư của Tư Mã Thái                 |
| 02     | Nam Dương Nguyên vương | Tư Mã Bảo | 8             | 312 - 319        | con của Tư Mã Khôi, sau xưng là Tấn vương |

### Nước Phạm Dương
| Thứ tự | Thuỵ hiệu              | Tên thật  | Số năm tại vị | Thời gian tại vị | Ghi chú           |
| ------ | ---------------------- | --------- | ------------- | ---------------- | ----------------- |
| 01     | Phạm Dương Khang vương | Tư Mã Tuy | 14            | 265 - 278        | con của Tư Mã Quỳ |
| 02     | Phạm Dương vương       | Tư Mã Hao | 28            | 279 - 306        | con của Tư Mã Tuy |
| 03     | Phạm Dương vương       | Tư Mã Lê  |               | ? - 311          | quốc tuyệt        |

### Nước Tế Nam
| Thứ tự | Thuỵ hiệu        | Tên thật   | Số năm tại vị | Thời gian tại vị | Ghi chú                                    |
| ------ | ---------------- | ---------- | ------------- | ---------------- | ------------------------------------------ |
| 01     | Tế Nam Huệ vương | Tư Mã Toại | 2             | 265 - 266        | con của Tư Mã Tuân                         |
| 02     | Tế Nam vương     | Tư Mã Đam  | 11            | 267 - 277        | con của Tư Mã Toại, sau dời sang Trung Sơn |

### Nước Tiều
| Thứ tự | Thuỵ hiệu        | Tên thật     | Số năm tại vị | Thời gian tại vị | Ghi chú                   |
| ------ | ---------------- | ------------ | ------------- | ---------------- | ------------------------- |
| 01     | Tiều Cương vương | Tư Mã Tốn    | 2             | 265 - 266        | Con của Tư Mã Tiến        |
| 02     | Tiều Định vương  | Tư Mã Tùy    | 36            | 267 - 302        | con trưởng của Tư Mã Tốn  |
| 03     | Tiều vương       | Tư Mã Thúy   | 9             | 303 - 311        | Con của Tư Mã Tùy         |
| 04     | Tiều Mẫn vương   | Tư Mã Thừa   | 6             | 317 - 322        | Con thứ hai của Tư Mã Tốn |
| 05     | Tiều Liệt vương  | Tư Mã Vô Kị  | 28            | 323 - 350        | con của Tư Mã Thừa        |
| 06     | Tiều Kính vương  | Tư Mã Điềm   | 40            | 351 - 390        | con Tư Mã Vô Kị           |
| 07     | Tiều Trung vương | Tư Mã Thượng | 12            | 391 - 402        | con trưởng của Tư Mã Điềm |
| 08     | Tiều vương       | Tư Mã Văn Tư | 11            | 405 - 415        | Con Tư Mã Thượng          |

### Nước Bắc Hải
| Thứ tự | Thuỵ hiệu     | Tên thật   | Số năm tại vị | Thời gian tại vị | Ghi chú                                  |
| ------ | ------------- | ---------- | ------------- | ---------------- | ---------------------------------------- |
| 01     | Bắc Hải vương | Tư Mã Lăng | 13            | 265 - 277        | con Tư Mã Thông, sau dời sang Nhâm Thành |

### Nước Nhâm Thành
| Thứ tự | Thuỵ hiệu             | Tên thật   | Số năm tại vị | Thời gian tại vị | Ghi chú                      |
| ------ | --------------------- | ---------- | ------------- | ---------------- | ---------------------------- |
| 01     | Nhâm Thành Cảnh vương | Tư Mã Lăng | 3             | 265 - 266        | con Tư Mã Thông              |
| 02     | Nhâm Thành vương      | Tư Mã Tế   | 32            | 280 - 311        | con của Tư Mã Lăng, tuyệt tự |

### Nước Trần
| Thứ tự | Thuỵ hiệu  | Tên thật  | Số năm tại vị | Thời gian tại vị | Ghi chú                              |
| ------ | ---------- | --------- | ------------- | ---------------- | ------------------------------------ |
| 01     | Trần vương | Tư Mã Bân | 13            | 265 - 277        | con Tư Mã Thông, sau dời sang Tây Hà |

### Nước Tây Hà
| Thứ tự | Thuỵ hiệu        | Tên thật  | Số năm tại vị | Thời gian tại vị | Ghi chú                |
| ------ | ---------------- | --------- | ------------- | ---------------- | ---------------------- |
| 01     | Tây Hà Mục vương | Tư Mã Bân | 2             | 277 - 278        | con của Tư Mã Thông    |
| 02     | Tây Hà vương     | Tư Mã Ẩn  |               | 279 - ?          | con của Tư Mã Bân      |
| 03     | Tây Hà vương     | Tư Mã 孴  |               | ? - 311          | con Tư Mã Ẩn, tuyệt tự |

### Nước Đông Hải
| Thứ tự | Thuỵ hiệu                | Tên thật   | Số năm tại vị | Thời gian tại vị | Ghi chú                                         |
| ------ | ------------------------ | ---------- | ------------- | ---------------- | ----------------------------------------------- |
| 01     | Đông Hải Hiếu Hiến vương | Tư Mã Việt | 21            | 291 - 311        | con của Tư Mã Thái, sau tham gia loạn bát vương |
|        | Đông Hải thế tử          | Tư Mã Bì   |               |                  | con Tư Mã Việt                                  |

## Các phiên vương thuộc hệTuyên Đế

### Nước Bình Nguyên
| Thứ tự | Thuỵ hiệu         | Tên thật  | Số năm tại vị | Thời gian tại vị | Ghi chú                |
| ------ | ----------------- | --------- | ------------- | ---------------- | ---------------------- |
| 01     | Bình Nguyên vương | Tư Mã Cán | 47            | 265 - 311        | con thứ ba của Tư Mã Ý |

### Nước Phù Phong
| Thứ tự | Thuỵ hiệu          | Tên thật    | Số năm tại vị | Thời gian tại vị | Ghi chú                                           |
| ------ | ------------------ | ----------- | ------------- | ---------------- | ------------------------------------------------- |
| 01     | Phù Phong vương    | Tư Mã Lượng | 13            | 265 - 277        | con thứ tư của Tư Mã Ý, sau dời sang Cao Mật      |
| 02     | Phù Phong Vũ vương | Tư Mã Tuấn  | 10            | 277 - 286        | con thứ bảy của Tư Mã Ý, sau dời sang Thuận Dương |

### Nước Nhữ Nam
| Thứ tự | Thuỵ hiệu               | Tên thật    | Số năm tại vị | Thời gian tại vị | Ghi chú                                             |
| ------ | ----------------------- | ----------- | ------------- | ---------------- | --------------------------------------------------- |
| 01     | Nhữ Nam Văn Thành vương | Tư Mã Lượng | 15            | 277 - 291        | con thứ tư của Tư Mã Ý, sau tham gia loạn tám vương |
|        | Nhữ Nam Hoài vương      | Tư Mã Củ    |               |                  | con thứ hai của Tư Mã Lượng, truy phong             |
| 02     | Nhữ Nam Uy vương        | Tư Mã Hựu   | 35            | 292 - 326        | con Tư Mã Củ                                        |
| 03     | Nhữ Nam Cung vương      | Tư Mã Thống | 29            | 327 - 355        | con Tư Mã Hựu                                       |
| 04     | Nhữ Nam vương           | Tư Mã Hi    | 34            | 356 - 389        | con Tư Mã Thống                                     |
| 05     | Nhữ Nam vương           | Tư Mã Tuân  | 18            | 390 - 407        | con trưởng của Tư Mã Hi                             |
| 06     | Nhữ Nam vương           | Tư Mã Liên  |               | ? - 420          | con Tư Mã Giai, gọi Tư Mã Tuân là bác               |

### Nước Tây Dương
| Thứ tự | Thuỵ hiệu       | Tên thật | Số năm tại vị | Thời gian tại vị | Ghi chú                                              |
| ------ | --------------- | -------- | ------------- | ---------------- | ---------------------------------------------------- |
| 01     | Tây Dương vương | Tư Mã    | 10            | 292 - 300        | con thứ ba của Tư Mã Lượng, sau thăng làm quận vương |

| Thứ tự | Thuỵ hiệu       | Tên thật | Số năm tại vị | Thời gian tại vị | Ghi chú                                            |
| ------ | --------------- | -------- | ------------- | ---------------- | -------------------------------------------------- |
| 01     | Tây Dương vương | Tư Mã    | 27            | 300 - 326        | con thứ ba của Tư Mã Lượng, sau dời sang Dặc Dương |

### Nước Dặc Dương
| Thứ tự | Thuỵ hiệu       | Tên thật | Số năm tại vị | Thời gian tại vị | Ghi chú                                   |
| ------ | --------------- | -------- | ------------- | ---------------- | ----------------------------------------- |
| 01     | Dặc Dương vương | Tư Mã    | 4             | 326 - 329        | con thứ ba của Tư Mã Lượng, nước bị tuyệt |

### Nước Nam Đốn
| Thứ tự | Thuỵ hiệu     | Tên thật   | Số năm tại vị | Thời gian tại vị | Ghi chú                              |
| ------ | ------------- | ---------- | ------------- | ---------------- | ------------------------------------ |
| 01     | Nam Đốn vương | Tư Mã Tông | 21            | 306 - 326        | con thứ tư của Tư Mã Lượng, tuyệt tự |

### Nước Nhữ Dương
| Thứ tự | Thuỵ hiệu       | Tên thật | Số năm tại vị | Thời gian tại vị | Ghi chú                               |
| ------ | --------------- | -------- | ------------- | ---------------- | ------------------------------------- |
| 01     | Nhữ Dương vương | Tư Mã Hi | 6             | 306 - 311        | con thứ năm của Tư Mã Lượng, tuyệt tự |

### Nước Đông Hoàn
| Thứ tự | Thuỵ hiệu       | Tên thật    | Số năm tại vị | Thời gian tại vị | Ghi chú                 |
| ------ | --------------- | ----------- | ------------- | ---------------- | ----------------------- |
| 01     | Đông Hoàn vương | Tư Mã Tượng | 13            | 265 - 277        | con thứ năm của Tư Mã Ý |

### Nước Nhữ Âm
| Thứ tự | Thuỵ hiệu    | Tên thật   | Số năm tại vị | Thời gian tại vị | Ghi chú                                         |
| ------ | ------------ | ---------- | ------------- | ---------------- | ----------------------------------------------- |
| 01     | Nhữ Âm vương | Tư Mã Tuấn | 13            | 265 - 277        | con thứ bảy của Tư Mã Ý, sau dời sang Phù Phong |

### Nước Thuận Dương
| Thứ tự | Thuỵ hiệu         | Tên thật    | Số năm tại vị | Thời gian tại vị | Ghi chú            |
| ------ | ----------------- | ----------- | ------------- | ---------------- | ------------------ |
| 01     | Thuận Dương vương | Tư Mã Sướng | 26            | 286 - 311        | con của Tư Mã Tuấn |

### Nước Tân Dã
| Thứ tự | Thuỵ hiệu          | Tên thật    | Số năm tại vị | Thời gian tại vị | Ghi chú                     |
| ------ | ------------------ | ----------- | ------------- | ---------------- | --------------------------- |
| 01     | Tân Dã Trang vương | Tư Mã Hâm   | 1             | 301              | con của Tư Mã Tuấn          |
| 02     | Tân Dã vương       | Tư Mã Thiệu | 10            | 301 - 310        | con Tư Mã Sướng, nước tuyệt |

### Nước Lương
| Thứ tự | Thuỵ hiệu          | Tên thật       | Số năm tại vị | Thời gian tại vị | Ghi chú                 |
| ------ | ------------------ | -------------- | ------------- | ---------------- | ----------------------- |
| 01     | Lương Hiếu vương   | Tư Mã Dung     | 38            | 265 - 303        | con thứ tám của Tư Mã Ý |
| 02     | Lương Hoài vương   | Tư Mã Hi       | 9             | 303 - 311        | con của Tư Mã Đạm       |
| 03     | Lương Thương vương | Tư Mã Khôi     |               | ? - 317          |                         |
| 04     | Lương Thanh vương  | Tư Mã Kiều     | 10            | 317 - 326        | con Tư Mã Hi            |
| 05     | Lương vương        | Tư Mã 㻱       |               | 359 - ?          | con Tư Mã Hi            |
| 06     | Lương vương        | Tư Mã Hòa      | 6             | 387 - 392        | con của Tư Mã 㻱        |
| 07     | Lương vương        | Tư Mã Trân Chi | 25            | 393 - 417        | con Tư Mã Hòa           |

### Nước Lang Nha
| Thứ tự | Thuỵ hiệu           | Tên thật    | Số năm tại vị | Thời gian tại vị | Ghi chú                                                                           |
| ------ | ------------------- | ----------- | ------------- | ---------------- | --------------------------------------------------------------------------------- |
| 01     | Lang Nha vương      | Tư Mã Luân  | 13            | 265 - 277        | con thứ 9 của Tư Mã Ý                                                             |
| 02     | Lang Nha Vũ vương   | Tư Mã Tượng | 7             | 277 - 283        | con thứ năm của Tư Mã Ý                                                           |
| 03     | Lang Nha Cung vương | Tư Mã Cận   | 7             | 284 - 290        | con trưởng của Tư Mã Tượng                                                        |
| 04     | Lang Nha vương      | Tư Mã Duệ   | 27            | 291 - 317        | con Tư Mã Cận, sau tự xưng Tấn vương rồi Tấn đế, trở thành Nguyên Đế nhà Đông Tấn |

### Nước Tấn
| Thứ tự | Thuỵ hiệu | Tên thật  | Số năm tại vị | Thời gian tại vị | Ghi chú                                                         |
| ------ | --------- | --------- | ------------- | ---------------- | --------------------------------------------------------------- |
| 01     | Tấn vương | Tư Mã Duệ | 1             | 317 - 318        | con Tư Mã Cận, sau tự xưng đế, trở thành Nguyên Đế nhà Đông Tấn |

### Nước Vũ Lăng
| Thứ tự | Thuỵ hiệu           | Tên thật  | Số năm tại vị | Thời gian tại vị | Ghi chú                     |
| ------ | ------------------- | --------- | ------------- | ---------------- | --------------------------- |
| 01     | Vũ Lăng Trang vương | Tư Mã Đạm | 38            | 265 - 303        | con thứ hai của Tư Mã Tượng |
| 02     | Vũ Lăng Ai vương    | Tư Mã 喆  | 9             | 303 - 311        | con của Tư Mã Đạm           |

### Nước Đông An
| Thứ tự | Thuỵ hiệu     | Tên thật  | Số năm tại vị | Thời gian tại vị | Ghi chú                                                    |
| ------ | ------------- | --------- | ------------- | ---------------- | ---------------------------------------------------------- |
| 01     | Đông An vương | Tư Mã Do  | 5             | 291 và 301 - 304 | con thứ ba của Tư Mã Tượng, từ năm 291 đến 301 bị bãi tước |
| 02     | Đông An vương | Tư Mã Hồn | 9             | ? - 311          | con của Tư Mã Cận, nước bị tuyệt                           |

### Nước Hoài Lăng
| Thứ tự | Thuỵ hiệu              | Tên thật   | Số năm tại vị | Thời gian tại vị | Ghi chú                    |
| ------ | ---------------------- | ---------- | ------------- | ---------------- | -------------------------- |
| 01     | Hoài Lăng Nguyên vương | Tư Mã 漼   | 5             | 301 - ?          | con thứ tư của Tư Mã Tượng |
| 02     | Hoài Lăng Trinh vương  | Tư Mã Dung |               | ? - ?            |                            |

### Nước Triệu
| Thứ tự | Thuỵ hiệu   | Tên thật   | Số năm tại vị | Thời gian tại vị | Ghi chú                                                      |
| ------ | ----------- | ---------- | ------------- | ---------------- | ------------------------------------------------------------ |
| 01     | Triệu vương | Tư Mã Luân | 24            | 277 - 301        | con thứ 9 của Tư Mã Ý, cướp ngôi hoàng đế và bị giết năm 301 |

## Các phiên vương thuộc hệVăn Đế

### Nước Tề
| Thứ tự                         | Thuỵ hiệu       | Tên thật      | Số năm tại vị | Thời gian tại vị | Ghi chú                                |
| ------------------------------ | --------------- | ------------- | ------------- | ---------------- | -------------------------------------- |
| 01                             | Tề Hiến vương   | Tư Mã Du      | 19            | 265 - 283        | Con thứ hai của Tư Mã Chiêu            |
| 02                             | Tề Vũ Mẫn vương | Tư Mã Quýnh   | 19            | 284 - 302        | con Tư Mã Du, tham loạn loạn bát vương |
| 03                             | Tề vương        | Tư Mã Chiếu   | 3             | 302 - 305        | con của Tư Mã Nhuy                     |
| 04                             | Tề vương        | Tư Mã Thiệu   |               | 305 - ?          | con của Tư Mã Quýnh                    |
| Các đời sau không thể khảo cứu |                 |               |               |                  |                                        |
| ?                              | Tề vương        | Tư Mã Nhu Chi |               | ? - 402          |                                        |
| Các đời sau không thể khảo cứu |                 |               |               |                  |                                        |

### Nước Nhạc Bình
| Thứ tự | Thuỵ hiệu       | Tên thật    | Số năm tại vị | Thời gian tại vị | Ghi chú                              |
| ------ | --------------- | ----------- | ------------- | ---------------- | ------------------------------------ |
| 01     | Nhạc Bình vương | Tư Mã Thiệu | 2             | 304 - 305        | con của Tư Mã Quýnh, sau dời sang Tề |

### Nước Tế Dương
| Thứ tự | Thuỵ hiệu      | Tên thật  | Số năm tại vị | Thời gian tại vị | Ghi chú             |
| ------ | -------------- | --------- | ------------- | ---------------- | ------------------- |
| 01     | Tế Dương vương | Tư Mã Anh | 2             | 301 - 302        | con của Tư Mã Quýnh |

### Nước Thành Dương
| Thứ tự | Thuỵ hiệu            | Tên thật    | Số năm tại vị | Thời gian tại vị | Ghi chú                                |
| ------ | -------------------- | ----------- | ------------- | ---------------- | -------------------------------------- |
| 01     | Thành Dương Ai vương | Tư Mã Triệu |               |                  | con thứ ba của Tư Mã Chiêu, truy phong |

### Nước Liêu Đông
| Thứ tự | Thuỵ hiệu                | Tên thật        | Số năm tại vị | Thời gian tại vị | Ghi chú                                        |
| ------ | ------------------------ | --------------- | ------------- | ---------------- | ---------------------------------------------- |
|        | Liêu Đông Điệu Huệ vương | Tư Mã Định Quốc |               |                  | Con thứ tư của Tư Mã Chiêu, truy phong         |
| 01     | Liêu Đông vương          | Tư Mã Nhuy      | 7             | 277 - 283        | con trưởng của Tư Mã Du, sau dời sang Đông Lai |

### Nước Đông Lai
| Thứ tự | Thuỵ hiệu      | Tên thật   | Số năm tại vị | Thời gian tại vị | Ghi chú                                       |
| ------ | -------------- | ---------- | ------------- | ---------------- | --------------------------------------------- |
| 01     | Đông Lai vương | Tư Mã Nhuy | 19            | 283 - 301        | con trưởng của Tư Mã Du, sau phế làm thứ nhân |

### Nước Quảng Hán
| Thứ tự | Thuỵ hiệu              | Tên thật        | Số năm tại vị | Thời gian tại vị | Ghi chú                                 |
| ------ | ---------------------- | --------------- | ------------- | ---------------- | --------------------------------------- |
| 01     | Quảng Hán Thương vương | Tư Mã Quảng Đức |               |                  | Con thứ năm của Tư Mã Chiêu, truy phong |
| 02     | Quảng Hán Xung vương   | Tư Mã Tán       | 4             | 277 - 280        | con thứ năm của Tư Mã Du, tuyệt tự      |

### Nước Bắc Hải
| Thứ tự | Thuỵ hiệu     | Tên thật   | Số năm tại vị | Thời gian tại vị | Ghi chú                                        |
| ------ | ------------- | ---------- | ------------- | ---------------- | ---------------------------------------------- |
| 01     | Bắc Hải vương | Tư Mã Thực | 20            | 283 - 302        | con thứ hai của Tư Mã Du, sau phế làm thứ nhân |

### Nước Nhạc An
| Thứ tự | Thuỵ hiệu            | Tên thật   | Số năm tại vị | Thời gian tại vị | Ghi chú                                       |
| ------ | -------------------- | ---------- | ------------- | ---------------- | --------------------------------------------- |
| 01     | Nhạc An Bình vương   | Tư Mã Giám | 33            | 265 - 297        | con thứ sáu của Tư Mã Chiêu                   |
| 02     | Nhạc An Thương vương | Tư Mã Tịch |               | 298 - ?          | con của Tư Mã Giám                            |
| 03     | Nhạc An vương        | Tư Mã Băng | 2             | 301 - 302        | con của Tư Mã Quýnh, sau dời sang Quảng Dương |

### Nước Quảng Dương
| Thứ tự | Thuỵ hiệu         | Tên thật   | Số năm tại vị | Thời gian tại vị | Ghi chú                       |
| ------ | ----------------- | ---------- | ------------- | ---------------- | ----------------------------- |
| 01     | Quảng Dương vương | Tư Mã Băng | 1             | 302              | con của Tư Mã Quýnh, tuyệt tự |

### Nước Yên
| Thứ tự | Thuỵ hiệu | Tên thật | Số năm tại vị | Thời gian tại vị | Ghi chú                   |
| ------ | --------- | -------- | ------------- | ---------------- | ------------------------- |
| 01     | Yên vương | Tư Mã Kì |               | 265 - ?          | Con thứ 7 của Tư Mã Chiêu |
| 02     | Yên vương | Tư Mã Kỉ |               | ? - 302          | con thứ của Tư Mã Quýnh   |

### Nước Nhạc Bình
| Thứ tự | Thuỵ hiệu       | Tên thật      | Số năm tại vị | Thời gian tại vị | Ghi chú                   |
| ------ | --------------- | ------------- | ------------- | ---------------- | ------------------------- |
| 01     | Nhạc Bình vương | Tư Mã Diên Tộ |               | 280 - ?          | con thứ 9 của Tư Mã Chiêu |

## Các phiên vương thuộc hệVũ Đế

### Nước Bì Lăng
| Thứ tự | Thụy hiệu          | Tên thật   | Số năm tại vị | Thời gian tại vị | Ghi chú                              |
| ------ | ------------------ | ---------- | ------------- | ---------------- | ------------------------------------ |
|        | Bì Lăng Điệu vương | Tư Mã Quỹ  |               |                  | con trưởng của Tấn Vũ Đế, truy phong |
| 01     | Bì Lăng vương      | Tư Mã Nghi | 3             | 289 - 291        | con của Tư Mã Quỹ                    |

### Nước Nhữ Nam
| Thứ tự | Thụy hiệu     | Tên thật   | Số năm tại vị | Thời gian tại vị | Ghi chú                                      |
| ------ | ------------- | ---------- | ------------- | ---------------- | -------------------------------------------- |
| 01     | Nhữ Nam vương | Tư Mã Giản | 8             | 270 - 277        | Con thứ ba của Vũ Đế, sau dời sang Nam Dương |

### Nước Nam Dương
| Thứ tự | Thụy hiệu       | Tên thật   | Số năm tại vị | Thời gian tại vị | Ghi chú                                |
| ------ | --------------- | ---------- | ------------- | ---------------- | -------------------------------------- |
| 01     | Nam Dương vương | Tư Mã Giản | 13            | 277 - 289        | Con thứ ba của Vũ Đế, sau dời sang Tần |

### Nước Tần
| Thứ tự | Thụy hiệu      | Tên thật     | Số năm tại vị | Thời gian tại vị | Ghi chú                                      |
| ------ | -------------- | ------------ | ------------- | ---------------- | -------------------------------------------- |
| 01     | Tần Hiến vương | Tư Mã Giản   | 3             | 289 - 291        | Con thứ ba của Tấn Vũ Đế                     |
| 02     | Tần Điệu vương | Tư Mã Úc     | 9             | 292 - 300        | con của Tư Mã Doãn                           |
| 03     | Tần vương      | Tư Mã Nghiệp | 13            | 300 - 312        | con của Tư Mã Yến, sau tự xưng hoàng thái tử |

### Nước Thành Dương
| Thứ tự | Thụy hiệu                | Tên thật      | Số năm tại vị | Thời gian tại vị | Ghi chú                             |
| ------ | ------------------------ | ------------- | ------------- | ---------------- | ----------------------------------- |
| 01     | Thành Dương Hoài vương   | Tư Mã Cảnh Độ | 2             | 269 - 270        | Con thứ tư của Tấn Vũ Đế            |
| 02     | Thành Dương Thương vương | Tư Mã Hiến    | 2             | 270 - 271        | Con thứ bảy của Tấn Vũ Đế, tuyệt tự |

### Nước Thủy Bình
| Thứ tự | Thụy hiệu          | Tên thật | Số năm tại vị | Thời gian tại vị | Ghi chú                                    |
| ------ | ------------------ | -------- | ------------- | ---------------- | ------------------------------------------ |
| 01     | Thủy Bình Ai vương | Tư Mã Dụ | 1             | 270              | Con thứ chín của Tấn Vũ Đế                 |
| 02     | Thủy Bình vương    | Tư Mã Vĩ | 13            | 277 - 289        | Con thứ năm của Tấn Vũ Đế, sau dời sang Sở |

### Nước Hán
| Thứ tự | Thụy hiệu | Tên thật   | Số năm tại vị | Thời gian tại vị | Ghi chú                  |
| ------ | --------- | ---------- | ------------- | ---------------- | ------------------------ |
| 01     | Hán vương | Tư Mã Địch | 12            | 289 - 300        | Con của Tư Mã Doãn       |
| 02     | Hán vương | Tư Mã Cố   |               | 301 - ?          | Con thứ tư của Tư Mã Yến |

### Nước Sở
| Thứ tự | Thụy hiệu   | Tên thật | Số năm tại vị | Thời gian tại vị | Ghi chú                                                     |
| ------ | ----------- | -------- | ------------- | ---------------- | ----------------------------------------------------------- |
| 01     | Sở Ẩn vương | Tư Mã Vĩ | 3             | 289 - 291        | Con thứ năm của Vũ Đế, sau tham gia loạn bát vương, bị diệt |

### Nước Tương Dương
| Thứ tự | Thụy hiệu         | Tên thật   | Số năm tại vị | Thời gian tại vị | Ghi chú                    |
| ------ | ----------------- | ---------- | ------------- | ---------------- | -------------------------- |
| 01     | Tương Dương vương | Tư Mã Phạm | 11            | 301 - 311        | Con của Tư Mã Vĩ, tuyệt tự |

### Nước Trường Sa
| Thứ tự | Thụy hiệu          | Tên thật   | Số năm tại vị | Thời gian tại vị       | Ghi chú |
| ------ | ------------------ | ---------- | ------------- | ---------------------- | --- |
| 01     | Trường Sa Lệ vương | Tư Mã Nghệ | 3             | 289 - 291 và 301 - 303 | Con thứ sáu của Tấn Vũ Đế, năm 291 sau dời sang Thường Sơn rồi trở lại Trường Sa năm 301, tham gia loạn bát vương |
| 02     | Trường Sa vương    | Tư Mã Thạc | 4             | 308 - 311              | Con của Tư Mã Nghệ, tuyệt tự                                                                                      |

### Nước Thường Sơn
| Thứ tự | Thụy hiệu        | Tên thật   | Số năm tại vị | Thời gian tại vị | Ghi chú                                       |
| ------ | ---------------- | ---------- | ------------- | ---------------- | --------------------------------------------- |
| 01     | Thường Sơn vương | Tư Mã Nghệ | 11            | 291 - 301        | Con thứ sáu của Vũ Đế, sau dời sang Trường Sa |

### Nước Lâm Hoài
| Thứ tự | Thụy hiệu      | Tên thật   | Số năm tại vị | Thời gian tại vị | Ghi chú                      |
| ------ | -------------- | ---------- | ------------- | ---------------- | ---------------------------- |
| 01     | Lâm Hoài vương | Tư Mã Tiên | 4             | 308 - 311        | Con của Tư Mã Nghệ, tuyệt tự |

### Nước Đông Hải
| Thứ tự | Thụy hiệu           | Tên thật  | Số năm tại vị | Thời gian tại vị | Ghi chú                           |
| ------ | ------------------- | --------- | ------------- | ---------------- | --------------------------------- |
| 01     | Đông Hải Xung vương | Tư Mã Chi | 1             | 273              | Con thứ 8 của Tấn Vũ Đế, tuyệt tự |

### Nước Đại
| 01 | Đại Ai vương | Tư Mã Diễn |  | 289 - ? | Con của Tấn Vũ Đế | - | 02 | Đại vương | Tư Mã Khuếch |  | ? - ? | Con của Tư Mã Dĩnh, sau dời sang Trung Đô |

### Nước Trung Đô
| Thứ tự | Thụy hiệu      | Tên thật     | Số năm tại vị | Thời gian tại vị | Ghi chú            |
| ------ | -------------- | ------------ | ------------- | ---------------- | ------------------ |
| 01     | Trung Đô vương | Tư Mã Khuếch |               | ? - 306          | Con của Tư Mã Dĩnh |

### Nước Bộc Dương
| Thứ tự | Thụy hiệu       | Tên thật   | Số năm tại vị | Thời gian tại vị | Ghi chú                                  |
| ------ | --------------- | ---------- | ------------- | ---------------- | ---------------------------------------- |
| 01     | Bộc Dương vương | Tư Mã Doãn | 13            | 277 - 289        | Con của Tấn Vũ Đế, sau dời sang Hoài Nam |

### Nước Hoài Nam
| Thứ tự | Thụy hiệu                  | Tên thật    | Số năm tại vị | Thời gian tại vị | Ghi chú                             |
| ------ | -------------------------- | ----------- | ------------- | ---------------- | ----------------------------------- |
| 01     | Hoài Nam Trung Tráng vương | Tư Mã Doãn  | 12            | 289 - 300        | Con của Tấn Vũ Đế                   |
| 02     | Hoài Nam vương             | Tư Mã Siêu  | 2             | 301 - 302        | con của Tư Mã Quýnh                 |
| 03     | Hoài Nam vương             | Tư Mã Tường |               | ? - 311          | con thứ hai của Tư Mã Yến, tuyệt tự |

### Nước Tân Đô
| Thứ tự | Thụy hiệu    | Tên thật  | Số năm tại vị | Thời gian tại vị | Ghi chú                     |
| ------ | ------------ | --------- | ------------- | ---------------- | --------------------------- |
| 01     | Tân Đô vương | Tư Mã Cai | 7             | 277 - 283        | Con của Tấn Vũ Đế, tuyệt tự |

### Nước Thanh Hà
| Thứ tự | Thụy hiệu            | Tên thật    | Số năm tại vị | Thời gian tại vị       | Ghi chú                                                                            |
| ------ | -------------------- | ----------- | ------------- | ---------------------- | ---------------------------------------------------------------------------------- |
| 01     | Thanh Hà Khang vương | Tư Mã Hà    | 24            | 277 - 300              | Con của Tấn Vũ Đế                                                                  |
| 02     | Thanh Hà Ai vương    | Tư Mã Đàm   | 6             | 301 - 302 và 304 - 308 | con Tư Mã Hà, năm 302 lập làm hoàng thái tử, sau bị phế trở lại làm Thanh Hà vương |
| 03     | Thanh Hà vương       | Tư Mã Thược | 4             | 309 - 312              | con thứ hai của Tư Mã Hà                                                           |

### Nước Tân Thái
| Thứ tự | Thụy hiệu      | Tên thật    | Số năm tại vị | Thời gian tại vị | Ghi chú                  |
| ------ | -------------- | ----------- | ------------- | ---------------- | ------------------------ |
| 01     | Tân Thái vương | Tư Mã Thược |               | ? - 307          | con thứ hai của Tư Mã Hà |

### Nước Thượng Dung
| Thứ tự | Thụy hiệu         | Tên thật     | Số năm tại vị | Thời gian tại vị | Ghi chú                                         |
| ------ | ----------------- | ------------ | ------------- | ---------------- | ----------------------------------------------- |
| 01     | Thượng Dung vương | Tư Mã Thuyên |               | ? - 304          | con thứ ba của Tư Mã Hà, sau dời sang Dự Chương |

### Nước Quảng Xuyên
| Thứ tự | Thụy hiệu         | Tên thật   | Số năm tại vị | Thời gian tại vị | Ghi chú                                         |
| ------ | ----------------- | ---------- | ------------- | ---------------- | ----------------------------------------------- |
| 01     | Quảng Xuyên vương | Tư Mã Đoan |               | ? - 307          | con thứ tư của Tư Mã Hà, sau dời sang Dự Chương |

### Nước Dự Chương
| Thứ tự | Thụy hiệu       | Tên thật     | Số năm tại vị | Thời gian tại vị | Ghi chú                                                        |
| ------ | --------------- | ------------ | ------------- | ---------------- | -------------------------------------------------------------- |
| 01     | Dự Chương vương | Tư Mã Xí     | 16            | 289 - 304        | Con thứ 25 của Tấn Vũ Đế, sau trở thành Tấn Hoài Đế            |
| 02     | Dự Chương vương | Tư Mã Thuyên | 4             | 304 - 307        | con Tư Mã Hà, năm 307 lập làm hoàng thái tử                    |
| 03     | Dự Chương vương | Tư Mã Đoan   | 5             | 307 - 311        | con thứ tư của Tư Mã Hà, sau được Cẩu Hi lập làm hoàng thái tử |

### Nước Nhữ Âm
| Thứ tự | Thụy hiệu       | Tên thật | Số năm tại vị | Thời gian tại vị | Ghi chú                     |
| ------ | --------------- | -------- | ------------- | ---------------- | --------------------------- |
| 01     | Nhữ Âm Ai vương | Tư Mã Mô | 10            | 277 - 286        | con của Tấn Vũ Đế, tuyệt tự |

### Nước Ngô
| Thứ tự | Thụy hiệu      | Tên thật  | Số năm tại vị | Thời gian tại vị | Ghi chú                                                                      |
| ------ | -------------- | --------- | ------------- | ---------------- | ---------------------------------------------------------------------------- |
| 01     | Ngô Kính vương | Tư Mã Yến | 22            | 289 - 311        | con của Tấn Vũ Đế, năm 301 dời sang Tân Đồ, ít lâu sau trở lại làm Ngô vương |

### Nước Tân Đồ
| Thứ tự | Thụy hiệu    | Tên thật  | Số năm tại vị | Thời gian tại vị | Ghi chú                             |
| ------ | ------------ | --------- | ------------- | ---------------- | ----------------------------------- |
| 01     | Tân Đồ vương | Tư Mã Yến | 1             | 301              | con của Tấn Vũ Đế, sau dời sang Ngô |

### Nước Tế Nam
| Thứ tự | Thụy hiệu    | Tên thật | Số năm tại vị | Thời gian tại vị | Ghi chú                             |
| ------ | ------------ | -------- | ------------- | ---------------- | ----------------------------------- |
| 01     | Tế Nam vương | Tư Mã Cố |               | ? - 311          | con của Tấn Vũ Đế, sau dời sang Ngô |

### Nước Tân Đô
| Thứ tự | Thụy hiệu    | Tên thật   | Số năm tại vị | Thời gian tại vị | Ghi chú                                       |
| ------ | ------------ | ---------- | ------------- | ---------------- | --------------------------------------------- |
| 01     | Tân Đô vương | Tư Mã Diễn |               | ? - ?            | con thứ năm của Tư Mã Yến, sau dời sang Tế Âm |

### Nước Tế Âm
| Thứ tự | Thụy hiệu   | Tên thật   | Số năm tại vị | Thời gian tại vị | Ghi chú                             |
| ------ | ----------- | ---------- | ------------- | ---------------- | ----------------------------------- |
| 01     | Tế Âm vương | Tư Mã Diễn |               | ? - 311          | con thứ năm của Tư Mã Yến, tuyệt tự |

### Nước Bột Hải
| Thứ tự | Thụy hiệu            | Tên thật   | Số năm tại vị | Thời gian tại vị | Ghi chú                       |
| ------ | -------------------- | ---------- | ------------- | ---------------- | ----------------------------- |
| 01     | Bột Hải Thương vương | Tư Mã Khôi |               |                  | con của Tấn Vũ Đế, truy phong |

### Nước Thành Đô
| Thứ tự | Thụy hiệu      | Tên thật   | Số năm tại vị | Thời gian tại vị | Ghi chú                                                                       |
| ------ | -------------- | ---------- | ------------- | ---------------- | ----------------------------------------------------------------------------- |
| 01     | Thành Đô vương | Tư Mã Dĩnh | 16            | 289 - 304        | con thứ 16 của Tấn Vũ Đế, sau tham gia loạn bát vương, được làm hoàng thái đệ |

### Nước Lư Giang
| Thứ tự | Thụy hiệu      | Tên thật  | Số năm tại vị | Thời gian tại vị | Ghi chú                      |
| ------ | -------------- | --------- | ------------- | ---------------- | ---------------------------- |
| 01     | Lư Giang vương | Tư Mã Phổ | 3             | 304 - 306        | con của Tư Mã Dĩnh, tuyệt tự |

### Nước Hoa Dung
| Thứ tự | Thụy hiệu      | Tên thật   | Số năm tại vị | Thời gian tại vị | Ghi chú                      |
| ------ | -------------- | ---------- | ------------- | ---------------- | ---------------------------- |
| 01     | Hoa Dung vương | Tư Mã Tuân |               | ? - 311          | con của Tư Mã Nhuy, tuyệt tự |

## Các phiên vương thuộc hệHuệ Đế

### Nước Quảng Lăng
| Thứ tự | Thụy hiệu        | Tên thật   | Số năm tại vị | Thời gian tại vị | Ghi chú                                                       |
| ------ | ---------------- | ---------- | ------------- | ---------------- | ------------------------------------------------------------- |
| 01     | Quảng Lăng vương | Tư Mã Duật | 1             | 289 - 290        | con trưởng của Tấn Huệ Đế, năm 290 được lập làm hoàng thái tử |

### Nước Nam Dương
| Thứ tự | Thụy hiệu       | Tên thật   | Số năm tại vị | Thời gian tại vị | Ghi chú                               |
| ------ | --------------- | ---------- | ------------- | ---------------- | ------------------------------------- |
|        | Nam Dương vương | Tư Mã Bình |               |                  | con trưởng của Tư Mã Duật, truy phong |

### Nước Lâm Hoài
| Thứ tự | Thụy hiệu      | Tên thật  | Số năm tại vị | Thời gian tại vị | Ghi chú                                                  |
| ------ | -------------- | --------- | ------------- | ---------------- | -------------------------------------------------------- |
| 01     | Lâm Hoài vương | Tư Mã Tân | 1             | 300              | con thứ hai của Tư Mã Duật, sau trở thành hoàng thái tôn |

### Nước Bộc Dương
| Thứ tự | Thụy hiệu          | Tên thật  | Số năm tại vị | Thời gian tại vị | Ghi chú                              |
| ------ | ------------------ | --------- | ------------- | ---------------- | ------------------------------------ |
| 01     | Bộc Dương Ai vương | Tư Mã Tân | 1             | 301              | con thứ hai của Tư Mã Duật, tuyệt tự |

### Nước Tương Dương
| Thứ tự | Thụy hiệu         | Tên thật     | Số năm tại vị | Thời gian tại vị | Ghi chú                             |
| ------ | ----------------- | ------------ | ------------- | ---------------- | ----------------------------------- |
| 01     | Tương Dương vương | Tư Mã Thượng | 2             | 300 - 301        | con thứ ba của Tư Mã Duật, tuyệt tự |

## Các phiên vương thuộc hệNguyên Đế

### Nước Cối Kê
| Thứ tự | Thuỵ hiệu             | Tên thật          | Số năm tại vị | Thời gian tại vị | Ghi chú                                                                |
| ------ | --------------------- | ----------------- | ------------- | ---------------- | ---------------------------------------------------------------------- |
| 01     | Cối Kê vương          | Tư Mã Dục         | 39            | 327 - 365        | Con thứ Tấn Nguyên Đế, sau dời sang Lang Nha rồi trở thành Giản Văn Đế |
| 02     | Cối Kê vương          | Tư Mã Diệu        | 8             | 365 - 372        | con Giản Văn Đế, sau trở thành thái tử rồi lên ngôi tức Hiếu Vũ Đế     |
|        | Lang Nha vương        | Tư Mã Đạo Tử      | 21            | 372 - 392        | cai quản Cối Kê nhưng không có tước vị ở đó                            |
| 03     | Cối Kê Văn Hiếu vương | Tư Mã Đạo Tử      | 11            | 392 - 402        | Con Giản Văn Đế, từ năm 392 nhận tước Cối Kê vương                     |
|        | Cối Kê Trung thế tử   | Tư Mã Nguyên Hiển |               |                  | Con của Tư Mã Đạo Tử                                                   |
| 04     | Cối Kê Điệu vương     | Tư Mã Tu Chi      | 13            | 405 - 417        | con của Tư Mã Bảo                                                      |

### Nước Đông Hải
| Thứ tự | Thuỵ hiệu         | Tên thật          | Số năm tại vị | Thời gian tại vị | Ghi chú                                                                            |
| ------ | ----------------- | ----------------- | ------------- | ---------------- | ---------------------------------------------------------------------------------- |
| 01     | Đông Hải Ai vương | Tư Mã Trùng       |               | ? - 341          | con thứ của Tấn Nguyên Đế                                                          |
| 02     | Đông Hải vương    | Tư Mã Dịch        | 20            | 342 - 361        | Con thứ của Tấn Thành Đế, sau dời sang làm Lang Nha vương rồi trở thành Tấn Phế Đế |
| 02     | Đông Hải vương    | Tư Mã Dịch        | 2             | 271 - 272        | Tức Tấn Phế Đế, sau giáng làm Hải Tây công                                         |
| 03     | Đông Hải vương    | Tư Mã Ngạn Chương | 3             | 400 - 402        | chút của Nguyên Đế, con Tư Mã Nguyên Hiển                                          |

### Nước Vũ Lăng
| Thứ tự | Thuỵ hiệu                | Tên thật      | Số năm tại vị | Thời gian tại vị | Ghi chú                                              |
| ------ | ------------------------ | ------------- | ------------- | ---------------- | ---------------------------------------------------- |
| 01     | Vũ Lăng Uy vương         | Tư Mã Hi      | 54            | 317 - 371        | con của Tấn Nguyên Đế, năm 371 TCN bị Hoàn Ôn phế bỏ |
| 02     | Vũ Lăng Trung Kính vương | Tư Mã Tuân    | 22            | 387 - 408        | con Tư Mã Hi                                         |
| 03     | Vũ Lăng Định vương       | Tư Mã Quý Đô  | 4             | 409 - 412        | con Tư Mã Tuân                                       |
| 04     | Vũ Lăng vương            | Tư Mã Cầu Chi | 8             | 413 - 420        | con của Tư Mã Quý Độ                                 |

### Nước Lang Nha
| Thứ tự | Thuỵ hiệu           | Tên thật      | Số năm tại vị | Thời gian tại vị | Ghi chú                                                                                  |
| ------ | ------------------- | ------------- | ------------- | ---------------- | ---------------------------------------------------------------------------------------- |
| 01     | Lang Nha Hiếu vương | Tư Mã Bầu     | 1             | 317              | con thứ Tấn Nguyên Đế                                                                    |
| 02     | Lang Nha Ai vương   | Tư Mã An Quốc | 1             | 318              | con Tư Mã Bầu                                                                            |
| 03     | Lang Nha Điệu vương | Tư Mã Hoán    | 1             | 318              | con thứ Tấn Nguyên Đế                                                                    |
| 04     | Lang Nha vương      | Tư Mã Dục     | 6             | 322 - 327        | con thứ của Tấn Nguyên Đế, sau dời sang Hội Kê, cuối cùng lên ngôi trở thành Giản Văn Đế |
| 05     | Lang Nha vương      | Tư Mã Nhạc    | 16            | 327 - 342        | con thứ của Tấn Minh Đế, sau trở thành Tấn Khang Đế                                      |
| 06     | Lang Nha vương      | Tư Mã Phi     | 20            | 342 - 361        | con trưởng của Tấn Minh Đế, sau trở thành Tấn Ai Đế                                      |
| 07     | Lang Nha vương      | Tư Mã Dịch    | 5             | 361 - 365        | con của Tấn Thành Đế, sau trở thành Tấn Phế Đế                                           |
| 08     | Lang Nha vương      | Tư Mã Dục     | 7             | 365 - 271        | con thứ của Tấn Nguyên Đế, sau trở thành Giản Văn Đế                                     |
| 09     | Lang Nha vương      | Tư Mã Đạo Tử  | 21            | 372 - 392        | con Tấn Giản Văn Đế                                                                      |
| 10     | Lang Nha vương      | Tư Mã Đức Văn | 27            | 392 - 418        | con Tư Mã Diệu, sau trở thành Tấn Cung Đế                                                |

### Nước Tân Ninh
| Thứ tự | Thuỵ hiệu      | Tên thật   | Số năm tại vị | Thời gian tại vị | Ghi chú                           |
| ------ | -------------- | ---------- | ------------- | ---------------- | --------------------------------- |
|        | Tân Ninh vương | Tư Mã Hi   |               |                  | con của Tấn Nguyên Đế             |
| 01     | Tân Ninh vương | Tư Mã Tuân | 3             | 384 - 387        | con Tư Mã Hi sau dời sang Vũ Lăng |

### Nước Hoài Lăng
| Thứ tự | Thuỵ hiệu       | Tên thật     | Số năm tại vị | Thời gian tại vị | Ghi chú       |
| ------ | --------------- | ------------ | ------------- | ---------------- | ------------- |
| 01     | Hoài Lăng vương | Tư Mã Uẩn    | 17            | 399 - 415        | con Tư Mã Hi  |
| 02     | Hoài Lăng vương | Tư Mã An Chi | 5             | 416 - 420        | con Tư Mã Bảo |

## Các phiên vương thuộc hệMinh Đế

### Nước Ngô
| Thứ tự | Thụy hiệu | Tên thật   | Số năm tại vị | Thời gian tại vị | Ghi chú                                                                              |
| ------ | --------- | ---------- | ------------- | ---------------- | ------------------------------------------------------------------------------------ |
| 01     | Ngô vương | Tư Mã Nhạc | 2             | 326 - 327        | con thứ của Tấn Minh Đế, sau dời sang Lang Nha rồi lên làm hoàng đế tức Tấn Khang Đế |

## Các phiên vương thuộc hệGiản Văn Đế

### Nước Lâm Xuyên
| Thứ tự | Thuỵ hiệu            | Tên thật  | Số năm tại vị | Thời gian tại vị | Ghi chú                      |
| ------ | -------------------- | --------- | ------------- | ---------------- | ---------------------------- |
|        | Lâm Xuyên Hiến vương | Tư Mã Úc  |               |                  | con thứ của Tấn Giản Văn Đế  |
| 01     | Lâm Xuyên vương      | Tư Mã Bảo | 37            | 384 - 420        | cháu đời thứ tư của Tư Mã Hi |

## Các phiên vương ngoài tông thất

### Nước Trần Lưu (hậu duệ nhà Tào Ngụy)
| Thứ tự | Thuỵ hiệu                     | Tên thật     | Số năm tại vị | Thời gian tại vị | Ghi chú                             |
| ------ | ----------------------------- | ------------ | ------------- | ---------------- | ----------------------------------- |
| 01     | Trần Lưu vương/Ngụy Nguyên Đế | Tào Hoán     | 38            | 265 - 302        | tức Nguyên Đế nhà Tào Ngụy          |
| 02     | Trần Lưu vương                |              |               | ? - ?            | con cháu nhà Tào Ngụy               |
| 03     | Trần Lưu vương                | Tào Lệ       | 33            | 326 - 358        | con cháu nhà Tào Ngụy               |
| 04     | Trần Lưu vương                | Tào Khôi     | 16            | 363 - 378        | con Tào Lệ                          |
| 05     | Trần Lưu vương                | Tào Linh Đản | 26            | 383 - 408        | con của Tào Khôi                    |
| 06     | Trần Lưu vương                | Tào Kiền Tự  | 12            | 409 - 420        | con của Tào Linh Đản                |
| 07     | Trần Lưu vương                | Tào Kiền Tú  | 42            | 421 - 462        | em của Tào Kiền Tự                  |
| 08     | Trần Lưu vương                | Tào Tiển     | 10            | 463 - 473        | con của Tào Kiền Tú                 |
| 09     | Trần Lưu vương                | Tào Xán      | 6             | 474 - 479        | con Tấn Giản Văn Đế, bị Nam Tề diệt |

### Nước Sở
| Thứ tự | Thuỵ hiệu         | Tên thật   | Số năm tại vị | Thời gian tại vị | Ghi chú                        |
| ------ | ----------------- | ---------- | ------------- | ---------------- | ------------------------------ |
|        | Sở Tuyên Vũ vương | Hoàn Ôn    |               |                  | quyền thần nhà Tấn, truy phong |
| 01     | Sở vương          | Hoàn Huyền | 1             | 403              | sau lên làm hoàng đế           |

### Nước Tống
Năm 416, Lưu Dụ được phong làm Tống công, thực ấp gồm 10 quận, đến năm 419, Tấn Cung Đế lập ông ta làm Tống vương, gia phong cửu tích và tăng thực ấp lên thành 20 quận. Sang năm sau ông ta cướp ngôi nhà Tấn
| Thứ tự | Thụy hiệu  | Tên thật | Số năm tại vị | Thời gian tại vị | Ghi chú                                   |
| ------ | ---------- | -------- | ------------- | ---------------- | ----------------------------------------- |
| 01     | Tống vương | Lưu Dụ   | 2             | 419 - 420        | sau xưng đế, trở thành Vũ Đế nhà Lưu Tống |